# Wanglu
Wanglu is een bestuurslaag in het regentschap Klaten van de provincie Midden-Java, Indonesië. Wanglu telt 3587 inwoners (volkstelling 2010).